# Nyctinomops laticaudatus
Nyctinomope des rochers
Espèce
Statut de conservation UICN

 LC  : Préoccupation mineure
Nyctinomops laticaudatus, le Nyctinomope des rochers, est une espèce sud-américaine de chauves-souris de la famille des Molossidae.

## Description
Nyctinomops laticaudatus a une longueur de la tête et du corps comprise entre 50 et 64 mm, la longueur de l'avant-bras entre 41 et 45 mm, la longueur de la queue entre 35 et 48 mm, la longueur du pied entre 10 et 12 mm, la longueur des oreilles entre 19 et 21 mm, l'envergure jusqu'à 33,5 cm et un poids jusqu'à 16 g.
La fourrure est courte et dense. Les parties dorsales sont brun foncé, avec la base des poils blanche, tandis que les parties ventrales sont jaune-rose, avec la base des poils brun grisâtre. Des cas d'albinisme furent recensés au Brésil. Le museau est pointu, tourné vers le haut et la lèvre supérieure recouverte de plis cutanés. Les narines sont saillantes, chacune entourées d'un pli tubulaire de peau. Les oreilles sont grandes, arrondies et dont le bord interne est joint au front. Le tragus est petit et carré, tandis que l'antitragus est allongé. Les membranes des ailes sont longues, étroites, glabres, semi-transparentes et fixées en arrière de la cheville. Le pouce est très court. Les parties ventrales du fémur et une partie du tibia sont recouvertes de plis cutanés qui s'étendent jusqu'aux organes génitaux. La queue est longue, trapue et s'étend bien au-delà de la large membrane interfémorale.
Le caryotype est 2n=48 FNa=58.

## Répartition
Nyctinomops laticaudatus est présente depuis les côtes est et ouest du Mexique en passant par l'Amérique centrale, Cuba, la Jamaïque jusqu'à l'Équateur et le Nord de l'Argentine.
Elle vit dans les forêts tropicales sempervirentes, les forêts subtropicales humides, les forêts tropicales de feuillus, les fourrés de xérophytes, les forêts marécageuses, les mangroves, les forêts tempérées de pins et de chênes jusqu'à 1 700 mètres d'altitude.

## Taxonomie
Le nom valide complet (avec auteur) de ce taxon est Nyctinomops laticaudatus (Geoffroy, 1805).
Nyctinomops laticaudatus a pour synonyme :
- Nyctonomops laticaudatus (É.Geoffroy Saint-Hilaire, 1805)

### Étymologie
Le nom générique, Nyctinomops, signifie en grec « animal qui mange la nuit ».
Son épithète spécifique vient du latin latis et caudata (« longue queue »).

### Liste des sous-espèces
- N.l.laticaudatus : Nord-Est de l'Argentine, Est du Paraguay, Sud-Est du Brésil[5]
- N.l.europs H. Allen, 1889 : Venezuela, Colombie, Pérou et Est de la Bolivie, Guyana, Suriname, Guyane, Brésil, Ouest du Paraguay, Nord de l'Argentine
- N.l.ferruginea Goodwin, 1954 : côtes centre-est et centre-ouest du Mexique[6]
- N.l.macarenensis Barriga-Bonilla, 1965  : Nord-ouest du Venezuela, Ouest de la Colombie, Équateur, Nord-Ouest du Pérou, île de Trinité
- N.l.yucatanicus Miller, 1902 : Sud du Mexique et de la péninsule du Yucatán[6], Belize, Guatemala, Nord du Honduras, El Salvador, Panama, Cuba

## Comportement

### Habitation
Nyctinomops laticaudatus se réfugie dans les grottes, uniquement au Mexique, dans les cavités des arbres, dans les bâtiments et dans les massifs rocheux. À Cuba, une colonie fut découverte entre les feuilles mortes comprimées de l'espèce de palmier Copernicia gigas. Elle forme des colonies de 150 à 1 000 individus. Les animaux sont en contact physique étroit les uns avec les autres et communiquent par des gazouillis.
Nyctinomops laticaudatus partage occasionnellement l'espace de suspension avec d'autres espèces de chauves-souris telles que Artibeus jamaicensis, Artibeus lituratus, Desmodus rotundus, Myotis nigricans, Natalus stramineus, Pteronotus parnellii et Tadarida brasiliensis, le molosse commun, Eumops bonariensis, Eumops glaucinus, Nyctinomops laticaudatus, Mormopterus minutus et le Glossophage de Pallas.

### Alimentation
Elle se nourrit d'insectes, notamment de coléoptères et de lépidoptères.

### Reproduction
Les femelles sont monoestreuses de façon saisonnière, l'ovulation ayant lieu pendant la saison des pluies. Des femelles gravides furent capturées au Mexique dans la seconde quinzaine de juillet et août, au Honduras en mars et à Cuba entre juin et juillet. Dans la partie sud de l’aire de répartition, cependant, elles furent capturées en septembre. Les nouveau-nés pèsent environ un quart de celui d'un animal adulte (2,8 à 3,1 g) et naissent sans fourrure mais avec des poils hérissés sur le museau et les pattes. Elles donnent naissance à un bébé à la fois, qui ouvre les yeux quelques heures plus tard.

### Prédation
Les prédateurs sont le Hibou maître-bois et les serpents foulards.